# Autun (quận)
Quận Autun là một quận của Pháp, nằm ở tỉnh Saône-et-Loire, ở vùng Bourgogne-Franche-Comté. Quận này có 11 tổng và 83 xã.

## Các đơn vị hành chính

### Các tổng
Các tổng của quận Autun là: 
1. Autun-Nord
2. Autun-Sud
3. Couches
4. Le Creusot-Est
5. Le Creusot-Ouest
6. Épinac
7. Issy-l'Évêque
8. Lucenay-l'Évêque
9. Mesvres
10. Montcenis
11. Saint-Léger-sous-Beuvray

### Các xã
Các xã của quận Autun, và mã INSEE là: 
| 1. Anost (71009)                      | 2. Antully (71010)                      | 3. Autun (71014)                        |
| 4. Auxy (71015)                       | 5. Barnay (71020)                       | 6. Blanzy (71040)                       |
| 7. Brion (71062)                      | 8. Broye (71063)                        | 9. Change (71085)                       |
| 10. Charbonnat (71098)                | 11. Charmoy (71103)                     | 12. Cheilly-lès-Maranges (71122)        |
| 13. Chissey-en-Morvan (71129)         | 14. Collonge-la-Madeleine (71140)       | 15. Cordesse (71144)                    |
| 16. Couches (71149)                   | 17. Cressy-sur-Somme (71152)            | 18. Créot (71151)                       |
| 19. Curgy (71162)                     | 20. Cussy-en-Morvan (71165)             | 21. Cuzy (71166)                        |
| 22. Dettey (71172)                    | 23. Dezize-lès-Maranges (71174)         | 24. Dracy-Saint-Loup (71184)            |
| 25. Dracy-lès-Couches (71183)         | 26. Essertenne (71191)                  | 27. Grury (71227)                       |
| 28. Igornay (71237)                   | 29. Issy-l'Évêque (71239)               | 30. La Boulaye (71046)                  |
| 31. La Celle-en-Morvan (71509)        | 32. La Chapelle-sous-Uchon (71096)      | 33. La Comelle (71142)                  |
| 34. La Grande-Verrière (71223)        | 35. La Petite-Verrière (71349)          | 36. La Tagnière (71531)                 |
| 37. Laizy (71251)                     | 38. Le Breuil (71059)                   | 39. Le Creusot (71153)                  |
| 40. Les Bizots (71038)                | 41. Lucenay-l'Évêque (71266)            | 42. Marly-sous-Issy (71280)             |
| 43. Marmagne (71282)                  | 44. Mesvres (71297)                     | 45. Montcenis (71309)                   |
| 46. Monthelon (71313)                 | 47. Montmort (71317)                    | 48. Morlet (71322)                      |
| 49. Paris-l'Hôpital (71343)           | 50. Perreuil (71347)                    | 51. Reclesne (71368)                    |
| 52. Roussillon-en-Morvan (71376)      | 53. Saint-Berain-sous-Sanvignes (71390) | 54. Saint-Didier-sur-Arroux (71407)     |
| 55. Saint-Eugène (71411)              | 56. Saint-Firmin (71413)                | 57. Saint-Forgeot (71414)               |
| 58. Saint-Gervais-sur-Couches (71424) | 59. Saint-Jean-de-Trézy (71431)         | 60. Saint-Léger-du-Bois (71438)         |
| 61. Saint-Léger-sous-Beuvray (71440)  | 62. Saint-Martin-de-Commune (71450)     | 63. Saint-Maurice-lès-Couches (71464)   |
| 64. Saint-Nizier-sur-Arroux (71466)   | 65. Saint-Pierre-de-Varennes (71468)    | 66. Saint-Prix (71472)                  |
| 67. Saint-Sernin-du-Bois (71479)      | 68. Saint-Sernin-du-Plain (71480)       | 69.Saint-Symphorien-de-Marmagne (71482) |
| 70. Saint-Émiland (71409)             | 71. Sainte-Radegonde (71474)            | 72. Saisy (71493)                       |
| 73. Sampigny-lès-Maranges (71496)     | 74. Sommant (71527)                     | 75. Sully (71530)                       |
| 76. Tavernay (71535)                  | 77. Thil-sur-Arroux (71537)             | 78. Tintry (71539)                      |
| 79. Torcy (71540)                     | 80. Uchon (71551)                       | 81. Épertully (71188)                   |
| 82. Épinac (71190)                    | 83. Étang-sur-Arroux (71192)            |                                         |